# Copa Uruguay Presidente Brum 1928

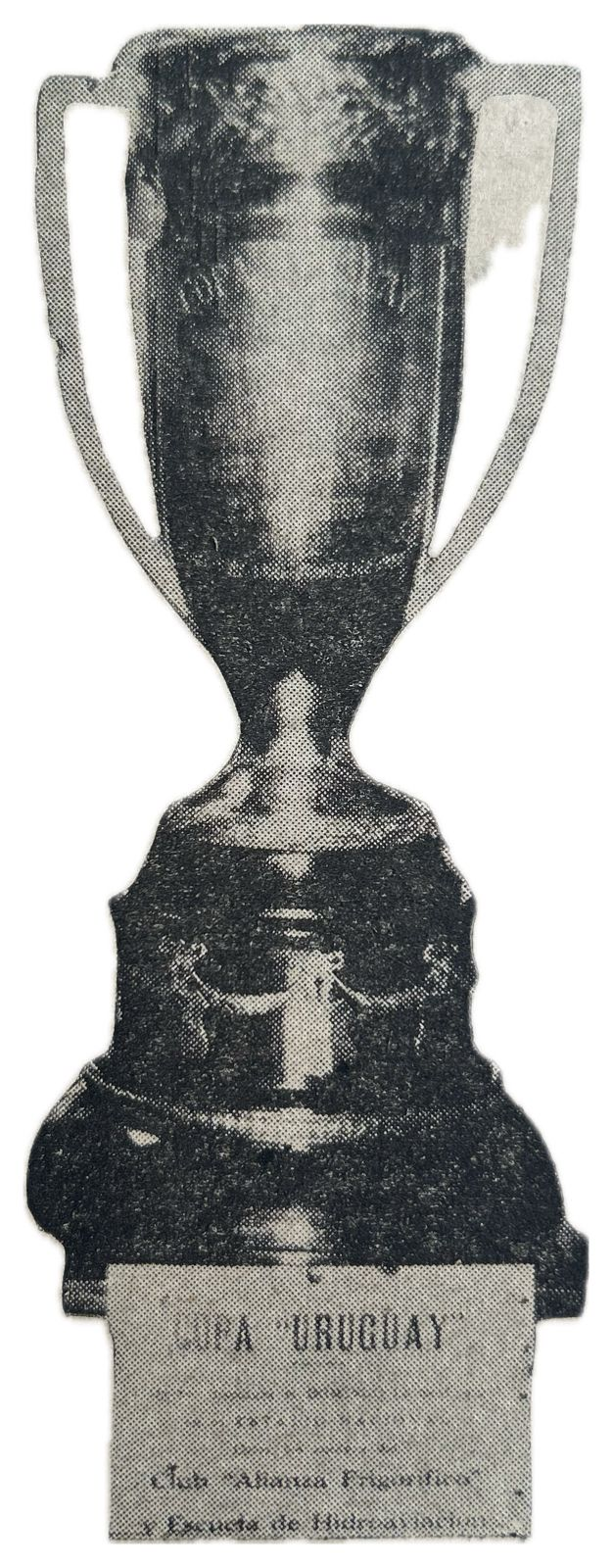
El trofeo donado por el Gobierno de Uruguay.

La Copa Uruguay Presidente Brum, también conocida como Copa Uruguay o Copa Brum, fue una copa oficial de fútbol organizada por la Federación Peruana de Fútbol y donada por el Gobierno de Uruguay en 1928.

## Historia
A iniciativa de la Federación Peruana de Fútbol se organizó un torneo entre las ligas de Lima y Callao en 1928 de acuerdo a las Bases aprobadas por la Asamblea de la Federación Peruana de Fútbol para la realización del Campeonato anual por la Copa Uruguay mediante Boletín Nr. 165.
El domingo 25 de noviembre, la Armada Nacional representada por la Escuela de Hidroaviación venció a la Liga de Balnearios del Sur representado por el Circolo Sportivo Italiano en el Antiguo Estadio Nacional. Por tal motivo, de acuerdo a las bases del campeonato, la Armada Nacional clasificó al primer Campeonato Nacional de 1928.

## Formato
Los clubes eran colocados en pares y de eliminación directa. En caso de empate, se jugaban dos tiempos complementarios de 15 minutos cada uno. Si el empate subsistiese, el partido debía volver a jugarse en las mismas condiciones, en la fecha que sea designada por la Federación Peruana de Fútbol.

## Equipos participantes
| Club                                  | Ciudad |
| ------------------------------------- | ------ |
| Armada Nacional                       | Lima   |
| Asociación Deportiva de Barrios Altos | Lima   |
| Asociación Deportiva del Rímac        | Lima   |
| Liga Balnearios del Sur               | Lima   |
| Liga Deportiva Chalaca Nr. 1          | Callao |
| Liga Deportiva Chalaca Nr. 2          | Callao |
| Liga Provincial de Lima Nr. 1         | Lima   |
| Liga Provincial de Lima Nr. 2         | Lima   |

## Cuadro de desarrollo

### Cuartos de final
| 11 de noviembre de 1928 | Armada Nacional | 5–0 | A.D. del Rímac | Antiguo Estadio Nacional, Lima |  |
|                         |                 |     |                | Árbitro(s): Benites            |  |

| 11 de noviembre de 1928 | Liga Provincial de Lima Nr. 2 | 5–1 | Liga Deportiva Chalaca Nr. 2 | Stadium Modelo de Bellavista, Callao |  |
|                         |                               |     |                              | Árbitro(s): Donayre                  |  |

| 11 de noviembre de 1928 | Liga Provincial de Lima Nr. 1 | 3–1 | A.D. de Barrios Altos | Antiguo Estadio Nacional, Lima |  |
|                         |                               |     |                       | Árbitro(s): Marquez            |  |

| 11 de noviembre de 1928 | Liga Deportiva Chalaca Nr. 1 | 0–2 | Liga de Balnearios del Sur | Stadium Modelo de Bellavista, Callao |  |
|                         |                              |     |                            | Árbitro(s): Julio Borelli            |  |

### Semifinal
| 18 de noviembre de 1928 | Liga de Balnearios del Sur | 2–1 | Liga Provincial de Lima Nr. 2 | Circolo Sportivo Italiano, Lima |  |
|                         |                            |     |                               | Árbitro(s): Donayre             |  |

| 18 de noviembre de 1928 | Armada Nacional | 2–1 | Liga Provincial de Lima Nr. 1 | Circolo Sportivo Italiano, Lima |  |
|                         |                 |     |                               | Árbitro(s): Marquez             |  |

### Final
| 25 de noviembre de 1928 | Armada Nacional | 2–0 | Liga de Balnearios del Sur | Antiguo Estadio Nacional, Lima |  |
|                         |                 |     |                            | Árbitro(s): Benites            |  |

|                            |
| Campeón de la Copa Uruguay |
| Armada Nacional 1° título  |